# 格子散乱
格子散乱（こうしさんらん）とは、結晶が熱振動を起こすことによって発生する、電気伝導体・半導体の自由電子の散乱のことである。この散乱により、金属の抵抗は決定される。よって、金属の抵抗は低温では絶対温度の5乗、高温では絶対温度に比例する。散乱が発生する確率は、電子の速度と熱振動の大きさの2乗に比例する。